# Kormoran przylądkowy
Kormoran przylądkowy (Phalacrocorax capensis) – gatunek dużego ptaka z rodziny kormoranów (Phalacrocoracidae), zamieszkujący południowe wybrzeża Afryki. Jest zagrożony wyginięciem.
SystematykaGatunek ten po raz pierwszy zgodnie z zasadami nazewnictwa binominalnego opisał w 1788 roku Anders Sparrman pod nazwą Pelecanus capensis. Autor jako miejsce typowe wskazał zatokę False Bay przy Przylądku Dobrej Nadziei. Obecnie gatunek zaliczany jest do rodzaju Phalacrocorax. Nie wyróżnia się podgatunków.
MorfologiaDługość ciała od 61 do 64 cm; masa ciała w przedziale 0,8–1,6 kg. Upierzenie czarne, w okresie tokowania zielonobrązowe. Maska błyszcząco żółta.

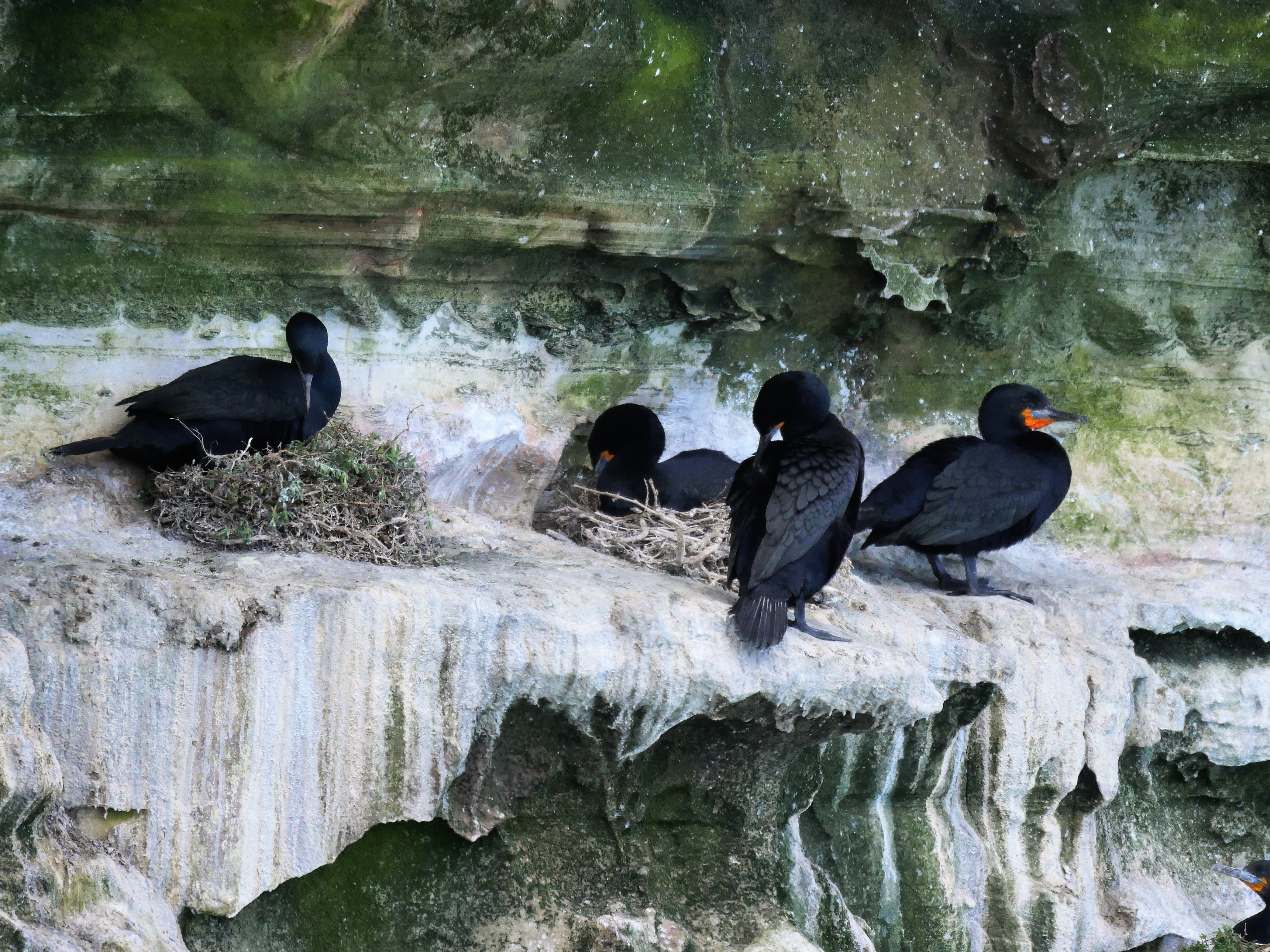
Kormorany przylądkowe gniazdujące na przylądku Cape Point (RPA)

Zasięg występowaniaWystępuje na wybrzeżu Namibii, zachodniej i południowej RPA oraz w południowej Angoli (wyspa Ilha dos Tigres); poza sezonem lęgowym populacja rozprasza się wzdłuż wybrzeży, sięgając na zachodzie po rzekę Kongo, a na wschodzie po południowy Mozambik.
RozródGniazduje w dużych koloniach. Lęgnie się głównie na klifach i półkach skalnych oraz płaskich obszarach przybrzeżnych wysp. Jako miejsca rozrodu wykorzystuje też jaskinie, piaszczyste wyspy w ujściach rzek, platformy zbudowane w celu pozyskiwania guana i inne sztuczne konstrukcje. Gniazda zbudowane są z wodorostów, patyków i łodyg; są gęsto rozmieszczone. W zniesieniu 1–5 jaj (zwykle 2–3). Okres inkubacji wynosi 22–28 dni. Młode są w pełni opierzone po około dziewięciu tygodniach, a rodzice opiekują się nimi jeszcze przez kilka tygodni.
PożywienieJego dieta składa się prawie wyłącznie z pelagicznych ryb ławicowych, choć czasami zjada też bezkręgowce, w tym skorupiaki, mięczaki i głowonogi.
StatusW Czerwonej księdze gatunków zagrożonych IUCN kormoran przylądkowy od 2013 roku jest klasyfikowany jako gatunek zagrożony (EN – Endangered), wcześniej uznawano go za gatunek bliski zagrożenia (NT – Near Threatened). Liczebność populacji szacuje się na około 234 tysiące dorosłych osobników. Trend liczebności oceniany jest jako silnie spadkowy.